# Пье-д’Орецца
Пье-д’Орецца (фр. Pie-d'Orezza, корс. U Ped' Orezza) — коммуна во Франции, находится в регионе Корсика. Департамент коммуны — Верхняя Корсика. Входит в состав кантона Кастаньичча. Округ коммуны — Корте.
Код INSEE коммуны — 2B222.

## Население
Население коммуны на 2008 год составляло 35 человек.
| 1962 | 1968 | 1975 | 1982 | 1990 | 1999 | 2008 |
| ---- | ---- | ---- | ---- | ---- | ---- | ---- |
| 95   | 75   | 64   | 43   | 39   | 39   | 35   |

## Экономика
В 2007 году среди 20 человек в трудоспособном возрасте (15—64 лет) 12 были экономически активными, 8 — неактивными (показатель активности — 60,0 %, в 1999 году было 61,5 %). Из 12 активных работали 11 человек (8 мужчин и 3 женщины), безработной была 1 женщина. Среди 8 неактивных 1 человек был учеником или студентом, 3 — пенсионерами, 4 были неактивными по другим причинам.